# Військова академія Республіки Білорусь

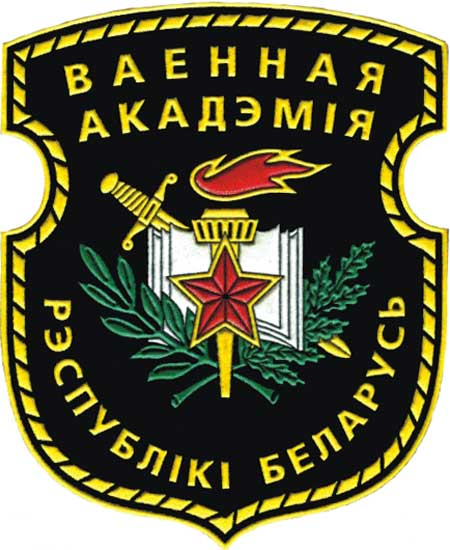

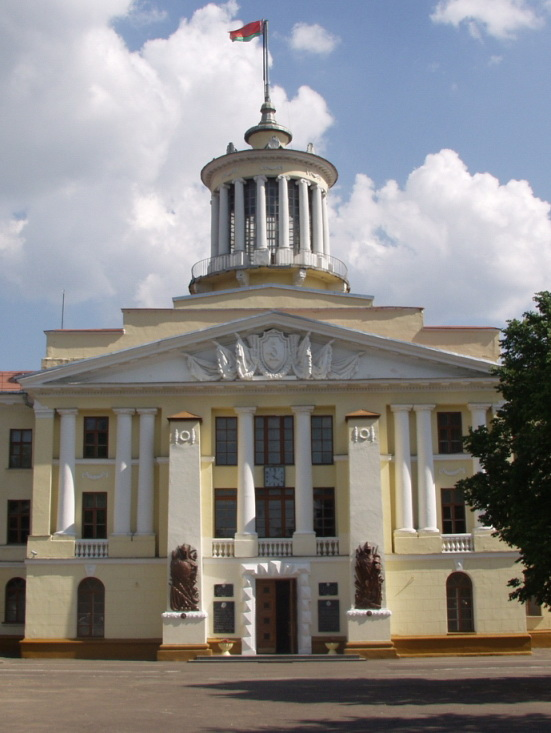
Військова академія Республіки Білорусь

Військова академія Республіки Білорусь (ВАРБ) (біл. Ваéнная акадэмія Рэспублікі Беларусь) — вищий військовий навчальний заклад в національній системі освіти Республіки Білорусь і головна установа освіти в системі підготовки, перепідготовки та підвищення кваліфікації військових кадрів.

## Історія
Навчальний заклад «Військова академія Республіки Білорусь» створений відповідно до Указу Президента Республіки Білорусь № 192 від 17 травня 1995 року на основі двох училищ — Мінського вищого військового інженерного училища і Мінського вищого військового командного училища. Мінське вище військове командне училище стало наступником Мінського вищого військово-політичного загальновійськового училища (МВВПАВ), яке було засновано 10 травня 1980 року, і за час свого існування (до 1991 р.) здійснило 11 випусків і підготувало понад 1900 офіцерів. 35 по завершенні навчання отримали золоті медалі. Більше 150 його випускників пройшли афганську війну. З 1980 по 1991 рік в Мінському військово-політичному училищі отримали військову освіту 900 чоловік з 21 зарубіжної країни.
Після здобуття Білоруссю незалежності, МВВПАВ було перетворено у Мінське вище військове командне училище.
Сьогодні навчальний заклад «Військова академія Республіки Білорусь» входить в число найбільших вузів країни і має спеціальний дозвіл (ліцензію) № 02100/0533105 на право здійснення освітньої діяльності.

## Навчання і матеріально-технічна база
Академія налічує сім факультетів — загальновійськовий, зв'язку та автоматизованих систем управління, протиповітряної оборони, військової розвідки, авіаційний, прикордонний, внутрішніх військ. Готують фахівці з 20 спеціальностей, за 7 напрямками і 35 спеціалізаціями.
Навчання майбутніх офіцерів з вищою військовою спеціальною освітою для заміщення первинних офіцерських посад (з присвоєнням звання лейтенант з терміном навчання 4 роки або 5 років (в залежності від спеціальності).
Викладацький колектив налічує понад 700 висококваліфікованих викладачів, серед яких 20 докторів і більше за 250 кандидатів наук, 25 професорів і близько 200 доцентів. Багато з них носять почесні звання заслужених діячів науки і техніки, заслужених працівників вищої освіти, заслужених винахідників і раціаналізаторів.
Значне місце в навчанні майбутніх офіцерів займає загальновійськова і фізична підготовка. Різноманітна і добре обладнана спортивна база сприяє роботі численних спортивних секцій.

## Відомі випускники
- Статкевич Миколай Вікторович